# Nikita Borissowitsch Dschigurda

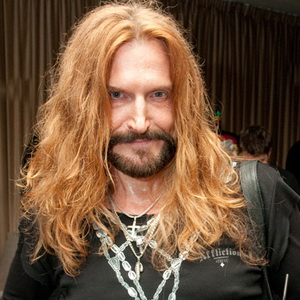
Nikita Borissowitsch Dschigurda (2011)

Nikita Borissowitsch Dschigurda (russisch Никита Борисович Джигурда, ukrainisch Нікіта Борисович Джигурда Nikita Boryssowytsch Dschyhurda; * 27. März 1961 in Kiew) ist ein ukrainischer und russischer Schauspieler, Sänger, Szenarist, Synchronsprecher und Regisseur.
Seine direkte offene Ausdrucksweise und Art/Stil sorgen immer wieder für Aufsehen und Skandale.

## Leben
Dschigurda war ein großer Fan des Sängers Wladimir Wyssozki und sang bereits als Teenager seine Lieder. Nach der Schule studierte er zunächst an dem Kiewer Institut für Sport und war Mitglied des ukrainischen Kanu-Teams. Er ging dann vorzeitig an eine Theater-Hochschule und beendete diese 1987. Anschließend arbeitete Nikita in mehreren Theatern. Er ist Autor und Interpret eigener Songs und brach mehrere Alben heraus. Darüber hinaus war er parallel Schauspieler (u. a. Hauptrolle in der Serie Раненые камни, dt. Verwundete Steine) und führte 1993 Regie im Film Супермен поневоле (dt. Ungewollt ein Superman), in dem er ebenfalls die Hauptrolle spielte und auch eigene Lieder sang. Zudem ist Dschigurda als Synchronsprecher für Filme und Videospiele tätig.
Während der Euromaidan-Revolution in der Ukraine trat Dschigurda anfangs als Unterstützer der pro-westlichen Demonstranten auf, distanzierte sich jedoch Anfang 2014 von den Protesten. Kurz darauf trat er bei pro-russischen Demonstrationen in Donezk auf, verurteilte den, seiner Meinung nach, ukrainischen Nationalismus und bekannte sich zur Konzeption eines gesamtrussischen Volkes und als Unterstützer der Volksrepublik Donezk.
Nikita Dschigurda lebt seit 2008 mit seiner Ehefrau Marina Anissina (russisch-französische Eiskunstläuferin) und den beiden Kindern in Moskau.

## Filmografie
- 1987 – Раненые камни (Fernsehserie) (dt. Verwundete Steine)
- 1988 – Диссидент (dt. Der Dissident)
- 1991 – За последней чертой (dt. Hinter der letzten Markierung)
- 1991 – Иван Фёдоров (dt. Iwan Fjodorow)
- 1991 – Счастливого Рождества в Париже! (dt. Frohe Weihnachten in Paris)
- 1993 – Винт (dt. Schraube)
- 1993 – Супермен поневоле, или Эротический мутант (dt. Ungewollt ein Superman oder erotischer Mutant) – auch Regie
- 1995 – Под знаком Скорпиона (dt. Im Zeichen des Skorpion)
- 1995 – Любить по-русски (dt. Lieben auf russisch)
- 1996 – Ермак (dt. Yermak)
- 1996 – Любить по-русски 2 (dt. Lieben auf russisch 2)
- 1999 – Любить по-русски 3: Губернатор (dt. Lieben auf russisch 2: Gouverneur)
- 1999 – Тонкая штучка (dt. Ein feines Ding)
- 2001 – Молитва о гетмане Мазепе (dt. Das Gebet über Getman Mazepe)
- 2002 – Смотрящий вниз (dt. Nach unten Schauender)
- 2005 – Владимирский централ (dt. Wladimirowka (Gefangenenlager))
- 2007 – Безумие: Вызов и борьба (dt. Wahnsinn: Herausforderung und Kampf)
- 2007 – Когда Боги уснули (dt. Als Götter einschliefen)
- 2007 – Страшный суд (dt. „Tag des Jüngsten Gerichts“)
- 2008 – Crucified (dt. „Die Kreuzigung“)
- 2011 – Инспектор Купер (dt. „Inspektor Cooper“)
- 2014 – Что творят мужчины! (dt. „Was Männer machen!“)

## Diskografie (Auszug)
- Песни Владимира Высоцкого (dt. Lieder von Wladimir Wyssozki)
- Перестройка (dt. Perestroika)
- Гласность (dt. Glasnost)
- Ускорение (dt. Beschleunigung)
- Утопия (dt. Utopie)
- Плюрализм (dt. Pluralismus)
- Концерт Никиты и Сергея Джигурды в Киеве (dt. Konzerte von Nikita und Sergei Dschigurda in Kiew)
- Лунная женщина (dt. Die Mond-Frau)
- После спектакля запись для Бархатова (dt. Nach einer Vorstellung, Recording für Barchatov)
- Огонь любви (dt. Feuer der Liebe)
- Лунная женщина (переиздание) (dt. Mond-Frau (Neuauflage))
- Фиолетовая роза (dt. Violette Rose)
- Венок из песен в память о Высоцком (dt. Kranz aus Songs in Ehren für Wyssozki)
- Если свистнут проститутки (dt. Wenn Prostituierte pfeiffen)
- Никита Джигурда Актер и песня (dt. Nikita Dschigurda – Schauspieler und Gesang)
- Волчья кровь (dt. Wolfsblut)
- Иллюзия любви (dt. Illusion der Liebe)
- Раздвигая горизонты (dt. Auseinanderbewegen der Horizonte)
- Радуйся (dt. Freu Dich)
- Лови настроение Рок-Н-Ролл (dt. Fang die Stimmung des Rock ’n’ Roll)
- Золотая сорвиголова (dt. Goldene Draufgängerin)
- Глюоновые танцы (dt. Gluon-Tänze)
- Хулиган я, хулиган (dt. Hooligan, ich bin ein Hooligan)
- Ничего … Распогодится (dt. Macht nichts … das Wetter wird schön)
- Зеленоглазая богиня – мой Маяк (dt. Grünäugige Göttin – Mein Leuchtturm)
- Link zur Diskografie[5]

## Internet
- „Опа Джигурда“ – Parodie auf PSY – Gangnam Style
- „ДЖИГУРДАМЭН S.W.A.G.“ – Parodie auf PSY – Gentleman
- „про хуй“ – Gedicht in Mat-Form